# A destra. Media distanza. Studio per la Grande-Jatte
A destra. Media distanza. Studio per la Grande-Jatte (À droite. Moyenne distance. Étude pour la Grande-Jatte) è un dipinto a olio su tavola (15,2x24 cm) realizzato nel 1884 dal pittore Georges-Pierre Seurat. È conservato nel Musée d'Orsay di Parigi.
Prima di realizzare uno dei suoi capolavori, la Grande-Jatte, Seurat realizzò numerosi studi sezionando il dipinto in diverse parti.